# Координационное число
Координационное число (в химии и кристаллографии) — характеристика, которая определяет число ближайших частиц (ионов или атомов) в молекуле или кристалле.

## Координационное число в химии

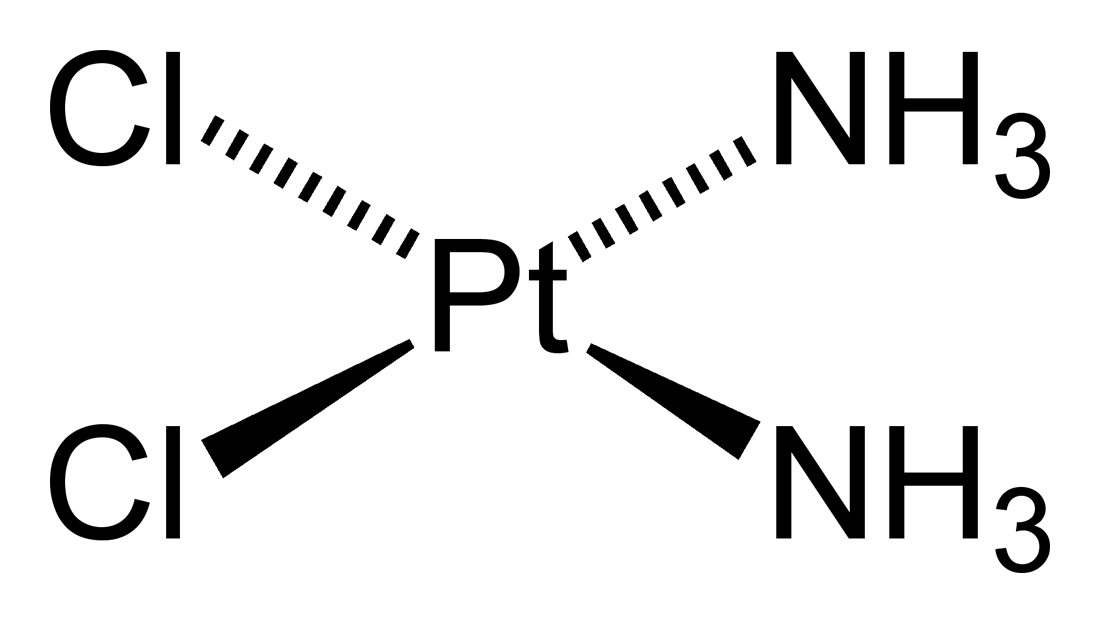
Строение цис-дихлородиамминплатины(II)

В химии понятие координационного числа появилось с развитием химии комплексных соединений. Под ним подразумевается число комплексных мест, занятых лигандами (атомами, молекулами, ионами), которые образуют первую координационную (внутреннюю) сферу комплексообразователя.
Например, в комплексной соли гексацианоферрате(III) калия K3[Fe(CN)6] координационное число иона Fe3+ равно 6, а в цис-дихлородиамминплатине(II) (соли Пейроне) Pt(NH3)2Cl2 у центрального атома, лиганды занимают 4 координационных места.

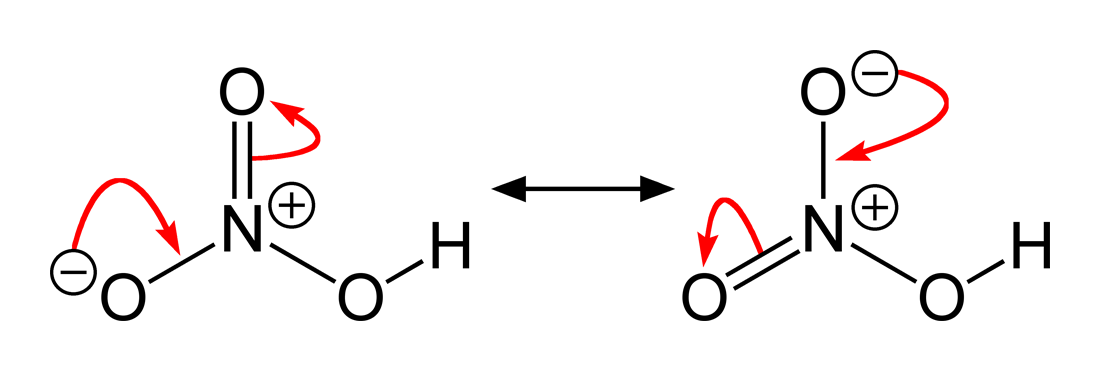
Резонансные структуры HNO_{3}

Понятие координационного числа применяется и для характеристики центрального атома в молекулах, преимущественно для тех случаев, когда число химических связанных ближайших атомов не равно численному значению валентности. Например, в молекуле азотной кислоты формальная валентность центрального атома азота равна 4, степень окисления +5, а координационое число 3.
Понятие координационного числа применяется также при описании структуры жидкостей и аморфных тел. В этом случае координационное число — мера ближнего порядка, среднее число ближайших соседей атома. Оно может быть дробным.

## Координационное число в кристаллографии

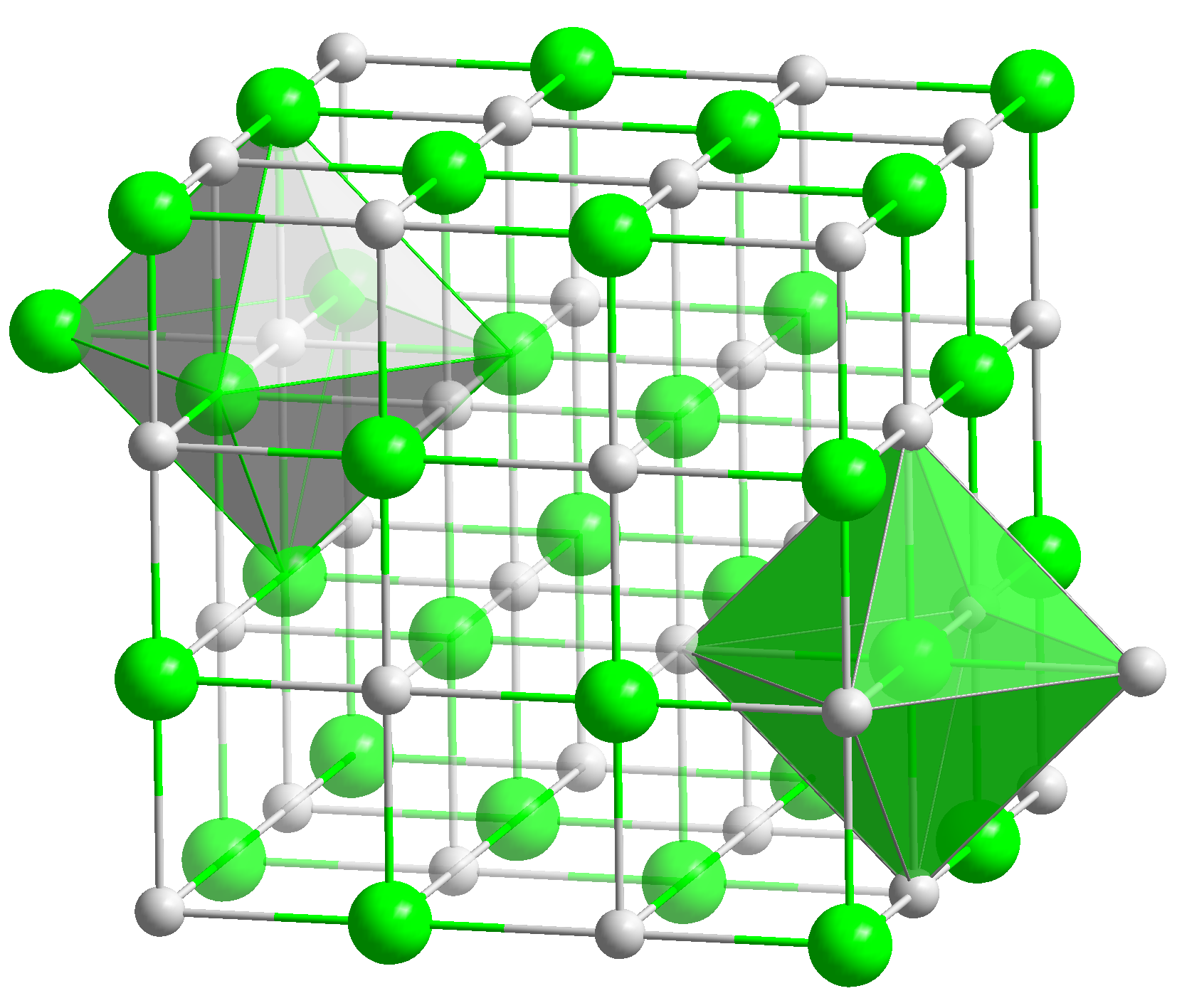
Кристаллическая решётка NaCl (простая кубическая): показаны элементарные ячейки ионов натрия и хлора

В кристаллохимии координационное число — характеристика, которая определяет число ближайших равноудаленных одинаковых частиц (ионов или атомов) в кристаллической решётке. Прямые линии, соединяющие центры ближайших атомов или ионов в кристалле, образуют координационный многогранник, в центре которого находится данный атом.
В решётках Браве для всех узлов координационное число одинаково. Число ближайших соседей отражает плотность упаковки вещества. Чем больше координационное число, тем больше плотность и соответственно свойства вещества ближе к металлическим. Данному параметру решетки соответствует первая, вторая (соседи, следующие за ближайшими), третья и т. д. координационные группы частиц.
Для простой кубической решетки координационное число равно шести, для ОЦК — 8, ГЦК и ГП (гексагональной плотноупакованной) — 12.